# Théophile Naël
Théophile Naël (Saint-Étienne, 27 juni 2007) is een Frans autocoureur. In 2023 won hij de titel in het Spaans Formule 4-kampioenschap.

## Carrière

### Karting
Naël begon zijn autosportcarrière in het karting. In 2018 won hij zowel het Franse kampioenschap als de National Series Karting in de Cadet-klasse. In 2020 werd hij kampioen in de X30 Junior-klasse van de Franse IAME Series.

### Formule 4
Halverwege 2022 maakte Naël de overstap naar het formuleracing en maakte hij zijn debuut in het Spaans Formule 4-kampioenschap voor Saintéloc Racing. Hij debuteerde tijdens het vierde raceweekend op het Circuit de Spa-Francorchamps, een week nadat hij de minimum toegestane leeftijd van vijftien jaar had bereikt. Twee achtste plaatsen op het Motorland Aragón en het Circuito de Navarra waren zijn beste race-uitslagen. Met 11 punten werd hij negentiende in de eindstand.
In 2023 begon Naël het jaar in het Formule 4-kampioenschap van de Verenigde Arabische Emiraten met Saintéloc. Een vierde plaats op het Kuwait Motor Town was zijn beste race-uitslag. Met 49 punten werd hij elfde in het klassement. Vervolgens reed hij een volledig seizoen in de Spaanse Formule 4 bij Saintéloc. Hij won acht races: twee op Navarra, het Circuito Permanente de Jerez en het Autódromo do Estoril en een op zowel Aragón als het Circuit Ricardo Tormo Valencia. Daarnaast stond hij nog zes keer op het podium. Met 314 punten werd hij gekroond tot kampioen in de klasse.

### Formule Regional
In 2024 maakte Naël de overstap naar de Formule Regional en nam hij deel aan het Formula Regional Middle East Championship (FRMEC), waar hij zijn samenwerking met Saintéloc voortzette. Hij won een race op het Yas Marina Circuit en stond hiernaast nog tweemaal op het podium op Yas Marina en het Dubai Autodrome. Met 75 punten werd hij elfde in de eindstand. Vervolgens kwam hij uit in het Formula Regional European Championship voor Saintéloc. Hij behaalde zijn enige podiumfinish van het seizoen met een overwinning op de Red Bull Ring. Tevens behaalde hij de pole position in de seizoensfinale op het Autodromo Nazionale Monza. Met 81 punten werd hij negende in het kampioenschap. Aan het eind van het jaar nam hij deel aan de Grand Prix van Macau. Hij eindigde oorspronkelijk als veertiende, maar na afloop van de race werd hij gediskwalificeerd omdat zijn team de auto opnieuw had gestart nadat deze tijdens een pitstop was afgeslagen, wat tegen de regels was.
In 2025 begint Naël het jaar wederom in het FRMEC bij Saintéloc.

### Formule 3
In 2025 debuteert Naël in het FIA Formule 3-kampioenschap bij het team Van Amersfoort Racing.